# لاکهید ایکس‌پی-۵۸ چین لایتنینگ
لاکهید ایکس‌پی-۵۸ چین لایتنینگ (به انگلیسی: Lockheed XP-58 Chain Lightning) یک هواگرد ساختِ کارخانهٔ لاکهید کورپوریشن در کشور ایالات متحده آمریکا است . این هواگرد برای نخستین بار در ۱ ژوئن ۱۹۴۴ میلادی مورد استفاده قرار گرفت.